# Feketehasú pacsirtaposzáta
A feketehasú pacsirtaposzáta (Cincloramphus cruralis) a verébalakúak (Passeriformes) rendjébe, ezen belül a tücsökmadárfélék (Locustellidae) családjába és a Megalurus nembe tartozó faj. Egyes rendszerezések a Cincloramphus nembe sorolják. A hím 24-26, a tojó 18–19 centiméter hosszú. Ausztrália bozótos füves területein él. Apró gerinctelenekkel és magvakkal táplálkozik. Augusztustól februárig költ, a fészekalj 2-5 tojásból áll. A költést követően egyes állományai északabbra vonulnak.

## Fordítás
- Ez a szócikk részben vagy egészben  a   Brown songlark című angol Wikipédia-szócikk fordításán alapul.  Az eredeti cikk szerkesztőit annak laptörténete sorolja fel. Ez a jelzés csupán a megfogalmazás eredetét és a szerzői jogokat jelzi, nem szolgál a cikkben szereplő információk forrásmegjelöléseként.